# Завийява
Завийява, Алараф, Бета Девы (лат. β Virginis), 5 Девы (лат. 5 Virginis) — тройная звезда в созвездии Девы на расстоянии приблизительно 36 световых лет (около 11 парсек) от Солнца. Возраст звезды определён как около 2,9 млрд лет.

## Характеристики
Первый компонент (HD 102870) — жёлто-белая звезда спектрального класса F8V, или F8, или F8,5IV-V, или F9V. Визуальная звёздная величина звезды — +3,6m. Масса — около 1,33 солнечной, радиус — около 1,693 солнечного, светимость — около 3,555 солнечных. Эффективная температура — около 6093 K.
Второй компонент (UCAC2 32372625) — белая звезда спектрального класса A. Визуальная звёздная величина звезды — +11,643m. Эффективная температура — около 7718 K. Удалён на 326,6 угловой секунды.
Третий компонент (HD 102959) — жёлто-белая звезда спектрального класса F7V, или F8. Визуальная звёздная величина звезды — +9,56m. Масса — около 1,175 солнечной, радиус — около 2,07 солнечного, светимость — около 5,367 солнечной. Эффективная температура — около 6037 K. Удалён на 415,7 угловой секунды.

## Планетная система
Согласно исследованиям, звезда может иметь две-три планеты-гиганта.
В 2019 году учёными, анализирующими данные проектов Hipparcos и Gaia, у звезды обнаружена планета HIP 57757 b.

## В литературе
В фантастическом романе «Тау Ноль» («Когда замирает время») и в повести «Пережить вечность» американского фантаста Пола Андерсона Бета Девы является целью полёта корабля «Леонора Кристин».

## Ближайшее окружение звезды
Следующие звёздные системы находятся на расстоянии в пределах 20 световых лет от Завийявы:
| Звезда               | Спектральный класс                     | Расстояние, св. лет |
| Росс 119             | M0-3,5 V                               | 5,2                 |
| β Льва               | A3 V                                   | 8,0                 |
| LTT 13408            | M V                                    | 8,5                 |
| γ Девы               | F0 V /? / F0 V                         | 9,0                 |
| Росс 948             | G V / M V                              | 10                  |
| HD 104304            | G8-K0 IV                               | 11                  |
| LP 732-94            | M8 V                                   | 15                  |
| 61 Девы              | G5-6 V                                 | 18                  |
| 61 Большой Медведицы | G8 Ve                                  | 19                  |
| β Волос Вероники     | F9,5-G0 V                              | 19                  |
| ξ Большой Медведицы  | F8,5-G0 Ve / M3? V / G0-5 Ve / K2-3? V | 19                  |